# V・M・ミャスィーシチェフ記念試作機械製造工場
V・M・ミャスィーシチェフ記念試作機械製造工場（ロシア語:Экспериментальный машиностроительный завод им. В. М. Мясищеваエクスピリミンターリヌィイ・マシナスツロイーチェリヌィイ・ザヴォート・イーミェニ・ヴラジーミラ・ミハーイラヴィチャ・ミスィーシシェヴァ）は、ソ連時代の1951年に設立された、ロシア連邦の航空機メーカーである。
略称はEMZ（ЭМЗ）であるが、日本ではミャスィーシチェフ設計局のように呼び習わされる。

（日本におけるカタカナ表記に関しては、後述「#表記について」を参照のこと）

## 概要
ヴラジーミル・ミャスィーシイェフは元はペトリャコフ設計局で働いていたが、1942年1月12日に局長のヴラジーミル・ミハーイロヴィチ・ペトリャコーフが搭乗機Pe-2の火災事故で死亡すると、1943年5月からはミャスィーシチェフが同設計局を率いることになり、1951年にはミャスィーシチェフは新たに第23試作設計局(ОКБ-23)を開設した。
同設計局は戦後M-4をはじめとする大型爆撃機を製作し、西側に「ボマー・ギャップ」論を生み出させた。1966年には、設計局「試作機械製造工場」(КБ "Экспериментальный машиностроительный завод")と改称された。
ソ連の崩壊に伴い、独立したロシア連邦の企業となった。2005年現在では宇宙関係の航空機も継続しており、愛知万博にもその実物大模型等が展示されている。また、M-101Tグジェーリのような小型民間機の開発にも取り組んでいる。
2014年7月3日、取締役会においてイリューシンとの融合が決定されたことが発表された。両社は統一航空機製造会社の輸送機におけるビジネスユニットを形成するために協力するという。

## 主な開発機(日本語ローマ字表記)
- 3M
- 3MD
- 3MYe
- 3MS-2
- 3M-T
- ANT-41
- ブラン
- VM-T
- DB-108
- DVB-102
- DIS
- M-4
- M-17
- M-17PM
- M-50
- M-55
- M-101T
- M-102
- M-500
- Pe-2A
- Pe-2B
- Pe-2I
- Pe-2M
- Pe-2M-1
- Pe-3M
- T-41

## 表記について
"Мясищев"（ラテン文字転記："Myasishchev"）は、従来多種多様な日本語表記がなされてきた。以下はその例である。
- ミヤシシュチョフ
- ミヤシシュチェフ
- ミャシーシェフ
- ミシーシェフ
- ミヤシチョフ
- ミヤシチェフ

しかしながら、これらはいずれも間違いであるか、少なくとも日本語におけるロシア語のカタカナ表記の一般的な傾向(厳密な規則はなく、傾向のみある)に照らして望ましいとは思われない。適当と思われる日本語表記は以下の4つに絞られる。
- ミャスィーシチェフ
- ミャスィーシシェフ
- ミャシーシシェフ
- ミャシーシチェフ

これらの4つであれば、いずれもおおよそ妥当と評価できるであろう。
当項目ではこれらのうちから「ミャスィーシチェフ」として表記した。

なお、詳細については「ノート:V・M・ミャスィーシチェフ記念試作機械製造工場#表記について」を参照のこと。